# Museo de la Ciudad de Castellón
El Museo de la Ciudad de Castellón (oficialmente en valenciano: Museu de la Ciutat de Castelló), también conocido por sus siglas MUCC, es un museo de Castellón dependiente del Ayuntamiento de Castellón creado con la finalidad de organizar y difundir el patrimonio de cultural y etnológico de la ciudad. El MUCC se encuentra distribuido en varias sedes: el Fadrí, el Centro de Interpretación “Castell Vell”, la Villa Romana de Vinamagro, el Museo de Etnología, el Museo del Mar y el Refugio Antiaéreo de la plaza Tetuán.

## Historia

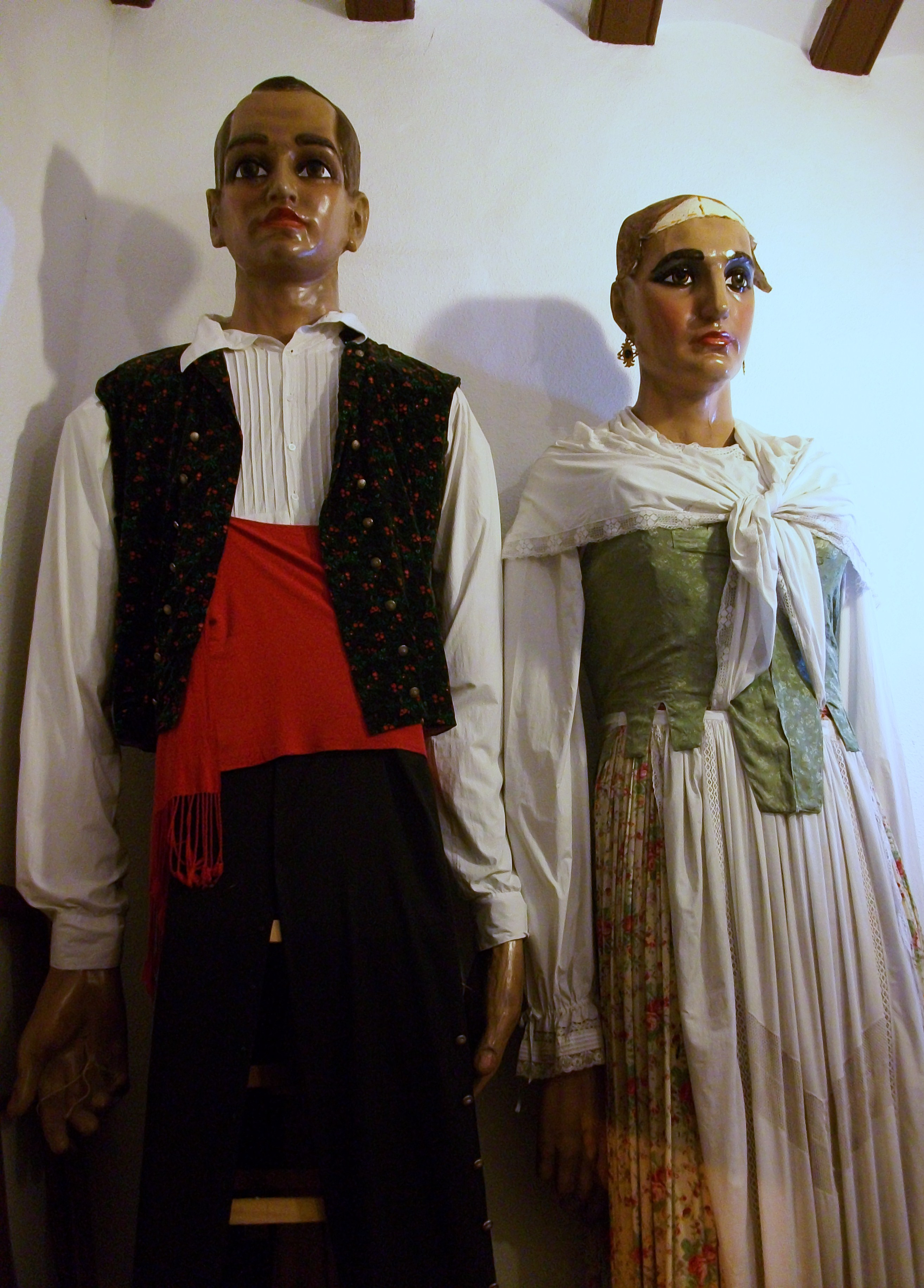
Gigantes en el Museo de Etnología de Castellón

El MUCC fue creado en 2018 a iniciativa del área de cultura del Ayuntamiento de Castellón con el objetivo de organizar y poner en valor el patrimonio cultural de la ciudad. El MUCC se concibió como un museo distribuido en varias sedes. Inicialmente se incluyeron dentro del proyecto del MUCC los edificios que ya estaban funcionando: el Museo Etnológico, el Fadrí y el Museu de la Mar. Durante 2018 se integraron el centro de interpretación del "Castell Vell" y el refugio de la Guerra Civil de la plaza Tetuán. En 2019 se unió al proyecto la Villa Romana de Vinamargo. También se incluyó dentro del museo la gestión de distintas rutas por la ciudad.
Según fuentes del propio ayuntamiento, en 2018 pasaron por las sedes abiertas del MUCC 43.500 personas, mientras que en 2019 fueron 58.516 las visitas de los espacios abiertos al público.
En 2019 la Consellería de Cultura de la Generalidad Valenciana reconoció al MUCC como museo oficial de la Comunidad Valenciana pasando a formar parte de las campañas de difusión y promoción realizadas desde el organismo autonómico.
En 2020 el Ayuntamiento de Castelló adquirió a través del MUCC una serie de obras de arte contemporáneo procedentes de artistas nacidos o residentes en la ciudad y en la provincia de Castelló con el objetivo de apoyar a los artistas locales. Esta convocatoria se repitió en 2021 y 2022. De esta manera, el MUCC también gestiona la "Colección Municipal de Arte Contemporáneo".

## Las sedes

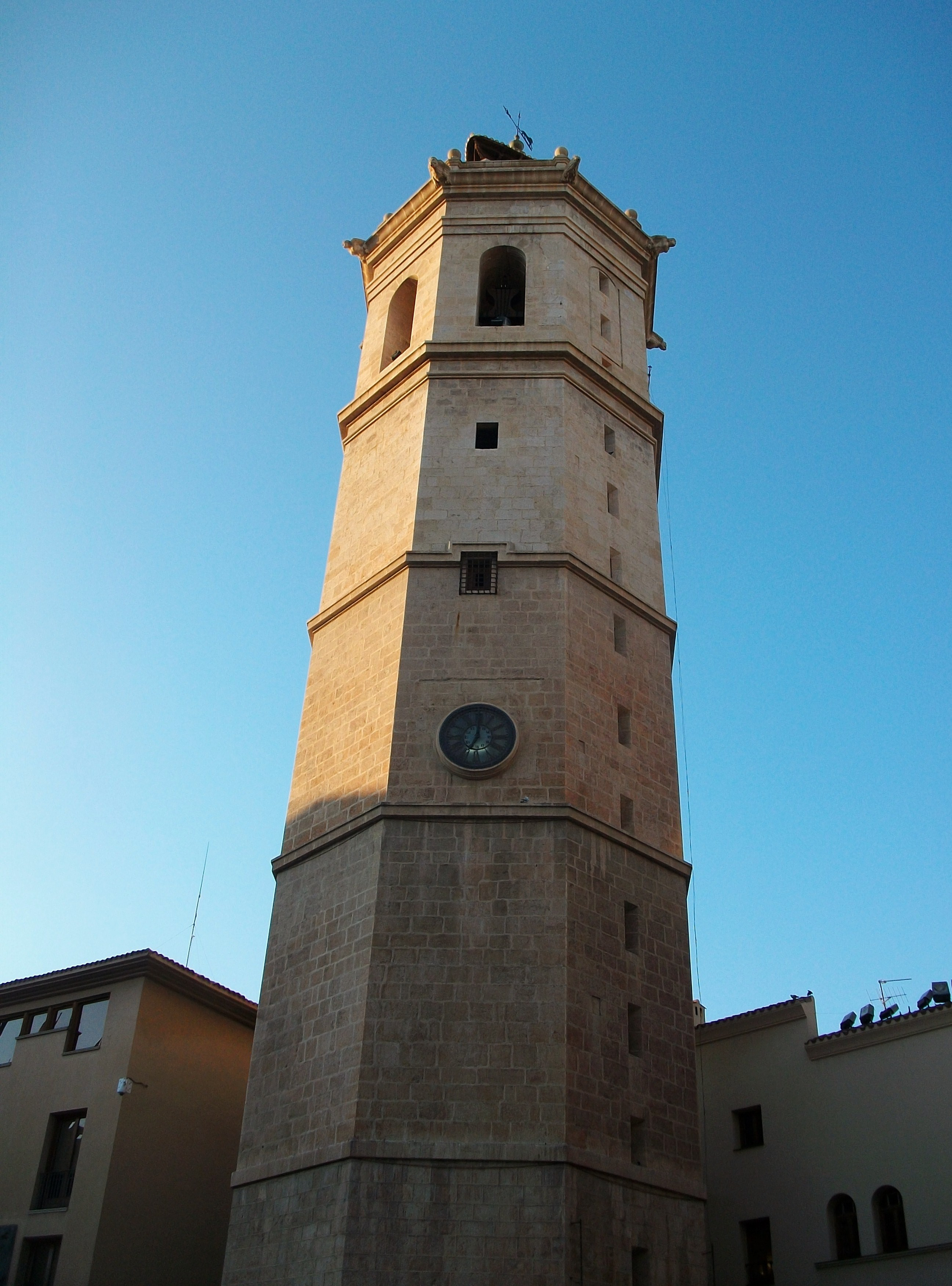
El Fadrí

El MUCC se encuentra distribuidos en distintas sedes que forman parte del patrimonio cultural de la ciudad:
- El Museo de Etnología: situado en la Casa Matutano, una casa señorial del siglo XVIII, expone más de 2000 piezas que ilustran el modo de vida, los oficios y las fiestas tradicionales en la ciudad.
- El Fadrí: torre campanario situado junto a la concatedral de Santa María realizado en estilo gótico valenciano durante los siglos XV y XVI.
- El Museo del Mar: situado en el Grao de Castellón expone maquetas de embarcaciones, aperos de pesca tradicionales y fotografías históricas.
- El Centro de Interpretación del "Castell Vell": castillo de origen musulmán construido entre los siglos XI y XIII donde se sitúa el origen de la actual ciudad de Castellón.
- El Refugio Antiaéreo de la Plaza Tetuan: construido durante la Guerra Civil, ha sido rehabilitado para recordar los horrores de la guerra.
- La Villa Romana de Vinamargo: el yacimiento romano documentado más grande hasta el momento en la provincia de Castellón que data de los siglos I o II.

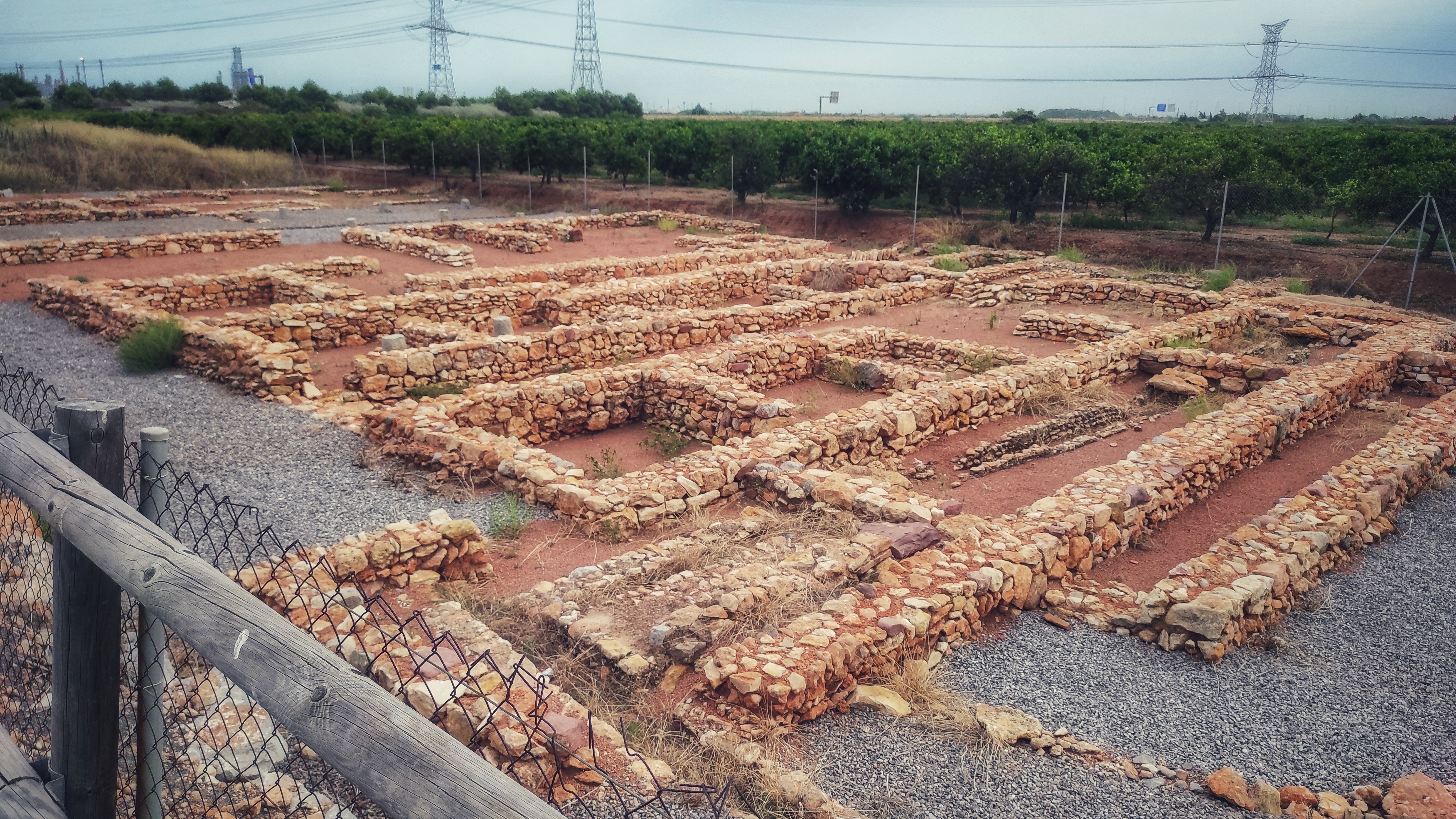
Restos de la villa romana de Vinamargo

También se consideran en el ámbito actual o próximo del MUCC otros espacios de la ciudad como el Parque Ribalta, la Muralla Liberal, el Segon Molí o el Museu de la Festa.

## Otras iniciativas
Además de la gestión de las distintas sedes, el MUCC lleva a cabo otras iniciativas encaminadas a poner en valor el patrimonio y la cultura de la ciudad.
- Distintos itinerarios por lugares significativos de la ciudad que se pueden realizar siguiendo los paneles informativos, con audioguías o mediante visitas guiadas: Castelló republicano, Muralla medieval, Mujeres inmortales, etc.
- Exposiciones de las piezas gestionadas por el MUCC en otros espacios expositivos de la ciudad, como la exposición de piezas arqueológicas de la villa romana de Vinamargo realizada en el Museo de Bellas Artes[9] o la exposición de la "Colección Municipal de Arte Contemporáneo" realizada en el edificio del Menador.[6]
- Recopilación de testimonios de mujeres dentro del proyecto “Ellas habitan la ciudad”[10] que ha sido incorporado a la plataforma Women’s Legacy que engloba iniciativas y proyectos europeos de experiencias en la interpretación del patrimonio cultural desde la perspectiva de género.